# Asfalto modificado con polímero
Los asfaltos modificados con polímeros nacen de la intención de disminuir la energía requerida para la producción, almacenamiento y aplicación de cementos asfálticos en carreteras.
Los asfaltos modificados con polímeros pueden utilizar polímeros que puedan formar redes tridimensionales por medio de vulcanización, formación de cristales o enredos de las cadenas poliméricas. Los más comunes incluyen:
- LLDPE, m-LLDPE, LDPE, HDPE
- PET
- SBS, SB
- SEBS
- EPDM o aleaciones de EPDM/PE
- BA y Acrilatos
Los principales problemas encontrados en este tipo de modificaciones corresponden a la dificultad para obtener soluciones coloidales estables de asfaltenos, maltenos y polímero. Puesto que entre sí existen fuerzas que tienden a separar estos compuestos formando superficies incompatibles que resultan en una falla del material.
sin embargo, la modificación con polímero es ecológicamente favorable, principalmente al disminuir el uso de energía requerida para el proceso de asfaltos.

## Problemas climáticos
El principal reto de un asfalto modificado implica la resistencia a la deformación permanente bajo altas temperaturas y el resquebrajamiento que ocurre en bajas temperaturas, países como Suecia y Canadá requieren temperaturas promedio mucho menores que países más cercanos al ecuador, en climas desérticos, la temperatura máxima es alta, pero el cambio de temperatura repentino afecta también las propiedades de relajación del material.
Altas temperaturas e intenso tráfico representan un reto para el funcionamiento de estos asfaltos modificados con polímero. El estudio de estos asfaltos se concentra en su reología, algunos modelos como el Modelo de Wagner se han utilizado para describir el comportamiento reológico de estos materiales. A altas temperaturas el asfalto se comporta como un fluido newtoniano, sin embargo, una vez modificado con polímero, el comportamiento presente es no newtoniano, lo cual complica el estudio del mismo y su predicción para climas fríos y calientes.
Ecuaciones constitutivas se aplican con el fin de estudiar el comportamiento reológico, sin embargo, los estudios sobre el tema aun son escasos.

## Aplicaciones comerciales
Los asfaltos modificados con polímero encuentran aplicaciones prácticas y algunas patentes han sido ya utilizadas para tender carreteras y autopistas con estos materiales, tanto de mezclas tibias como de mezclas calientes, mientras que las emulsiones asfálticas, aún no pueden ser aplicadas en autopistas que resistan una alta carga vehicular y altas temperaturas, principalmente debido a la separación de fases con el agregado pétreo.

## Mezclado
El mezclado del polímero con el asfalto resulta en un sistema de dos fases, en la cual el polímero está hinchado por la acción de los aromáticos presentes en el asfalto, esta separación es observable en un nivel microscópico, para lograr esta estructura, es necesario dispersar el polímero con mezcladores o agitadores de alto corte y a elevadas temperaturas.